# Candida Mara
Candida Mara (Nulvi, 17 maggio 1877 – Sassari, 21 settembre 1927) è stata una cantante italiana, esponente del cantu a chiterra della prima generazione. Dotata di una voce potente e di una grande capacità di improvvisazione, è stata la prima donna ad essersi esibita sui palchi della Sardegna.
Separatasi dal marito nel giorno stesso del matrimonio, rimase vedova qualche anno più tardi, nel 1905. Iniziò a esibirsi nei primi anni Dieci nelle piazze della Sardegna, viaggiando a bordo di un calesse e armata di pistola. Nel 1914 a Padria, durante una sua esibizione, venne notata da Antonio Giuseppe Sechi, un signore benestante del luogo. Sechi se ne innamorò e abbandonò la propria moglie per fuggire con la "cantadora".
Era conosciuta anche per i suoi cavalli da corsa, che faceva partecipare alle principali gare dell'isola.
Personalità affascinante e misteriosa, fu descritta dal musicologo Gavino Gabriel come un "vulcano di passioni che ha sconvolto cuori e famiglie" e che dal suo canto traeva "un potere di dominio che piegava ogni volontà", con una voce che le dava "una strana personalità di fattucchiera e di dea"
Purtroppo non esistono registrazioni della sua voce e a oggi non è stata trovata nessuna fotografia che la ritragga.
Nel suo paese natale le è stata dedicata la Biblioteca Comunale.